# Hamiltonius sexguttatus
Hamiltonius sexguttatus es una especie de coleóptero de la familia Attelabidae.

## Distribución geográfica
Habita en Vietnam.